# Boat on the River
Boat on the River is een nummer van de Amerikaanse band Styx, geschreven in 1979 en op single uitgebracht in 1980. Het folkrocknummer is afkomstig van het album Cornerstone. "Borrowed Time", afkomstig van hetzelfde album, is de B-kant.
Tommy Shaw neemt de zang en mandoline voor zijn rekening. Verder speelt Dennis DeYoung accordeon, Chuck Panozzo  contrabas en John Panozzo drums op het nummer. In de videoclip treedt ook bandlid James Young op, al speelt hij niet mee op het nummer.
Begin 1980 werd het in verschillende landen uitgebracht en werd het met name in Duitstalige landen een hit. In Zwitserland bereikte het de eerste plaats, in Oostenrijk de tweede en in West-Duitsland de vijfde. In de Nederlandse Top 40 kwam het niet verder dan plek 29.
In de VS, het thuisland van de band, werd de nummer niet op single uitgebracht, maar de B-kant "Borrowed Time".

## NPO Radio 2 Top 2000
| Nummer met noteringen in de NPO Radio 2 Top 2000 | '03  | '04  | '05  | '06  | '07 | '08  |
| ------------------------------------------------ | ---- | ---- | ---- | ---- | --- | ---- |
| Boat on the River                                | 1672 | 1717 | 1884 | 1852 | -   | 1977 |

1. ↑  Een '-' betekent dat het nummer niet was genoteerd en een vetgedrukt getal geeft de hoogste notering aan.
2. ↑  2003 was het eerste jaar met een notering voor dit nummer.
3. ↑  Deze tabel is bijgewerkt tot en met de laatste editie (2024).

## Covers
Het nummer is gecoverd door Seventh Avenue, Guano Apes en Riki Sorsa.